# Ansaldo SVA-9
Ansaldo SVA-9 – włoski dwupłatowy samolot rozpoznawczo-bombardujący zbudowany w 1918 roku w wytwórni samolotów Societe Gio Ansaldo Cia w Turynie.  

## Historia
Samolot Ansaldo SVA-9 został zbudowany we włoskiej wytwórni lotniczej Societe Gio Ansaldo Cia w Turynie. Jego konstruktorami byli inż. Umberto Savoia i Emilio Verduzio. Konstrukcja tego samolotu została oparta na swoim samolocie myśliwskim Ansaldo SVA.5, budowanym już seryjnie w wytwórni. Konstrukcja samolotu rozpoznawczo-bombardującego SVA-9 oraz niewiele różniąca się od niego konstrukcja samolotu SVA-10, zmieniono w ten sposób, że zwiększono wielkość kabiny, przez co mogło pomieścić dwie osoby.
Nowy samolot SVA-9 miał w zasadzie tylko większą odkrytą kabinę, w której oprócz fotelu pilota zamontowanego z przodu umieszczono za nim fotel obserwatora. Kabina był osłonięta niewielkim wiatrochronem. Pilot dysponował urządzeniami sterowniczymi i podstawowymi przyrządami pokładowymi. Kadłub samolotu miał konstrukcję kratownicową, drewnianą, o przekroju prostokątnym, przechodzącym w tylnej części w trójkątną. Z przodu kadłuba zamontowany był silnik rzędowy osłonięty blachą aluminiową. Na końcu kadłuba umocowano skośne usterzenie klasyczne z podziałem na stateczniki i stery. Kadłub pokryty był sklejką. Płaty o konstrukcji dwudźwigarowej drewnianej miały kształt prostokątny i kryte były płótnem. Lotki znajdowały się jedynie na górnym płacie. W środku górnego płata znajdowały się dwa zbiorniki paliwa, połączone przewodami z silnikiem. Oba płaty usztywniono między sobą słupkami i cięgnami stalowymi. Chłodnicę cieczy chłodzącej silnik umieszczono czołowo przed nim.
Samolot SVA-9 zbudowano na początku 1918 roku i oblatano wiosną 1918 roku. Próby wypadły pomyślnie i pierwsze samoloty SVA-9 zaczęto wprowadzać na front włosko-austriacki I wojny światowej. Jeszcze w sierpniu 1918 roku pojawił się samolot rozpoznawczo-bombardujący SVA-10, który miał identyczną budowę, a różnił się jedynie zamontowanym mocniejszym silnikiem rzędowym Isotta-Fraschini V6 o mocy 250 KM (184 kW). 
Na froncie włoskim lotnictwo używało samolotów SVA-9 i SVA-10 do lotów rozpoznawczych i bombowych. Załogi włoskie przelatywały na nich Alpy i dokonywały nalotów m.in. na Innsbruck, Zagrzeb i Lubljanę.
Po zakończeniu I wojny światowej na samolotach SVA-9 i SVA-10 lotnicy włoscy dokonywali dalekich rajdów. W lutym 1919 roku 7 samolotów SVA-10 wystartowało z Rzymu przez Indie i Chiny do Tokio. Do celu doleciał tylko jeden z samolotów, lecz był to wielki sukces, gdyż samolot przeleciał 18 105 km w czasie 109 godzin. Na innym samolocie włoska załoga dokonała przelotu nad Andami.
Po I wojnie światowej oprócz lotnictwa włoskiego samoloty SVA-9 i SVA-10 znalazły się na wyposażeniu lotnictwa USA, Argentyny, Ekwadoru, Peru, Litwy i Polski.

## Użycie w lotnictwie polskim
W połowie 1919 roku Polska Misja Wojskowa gen. Kątkowskiego zakupiła we Włoszech 80 samolotów SVA-9 i SVA-10. Dostarczono je koleją do Krakowa, gdzie zmontowano je na lotnisku Rakowice, a w 1920 roku rozdzielono do eskadr wywiadowczych i szkół lotniczych. Na samolotach tych załogi polskie brały udział w wojnie polsko-bolszewickiej w składzie m.in. 12 eskadry wywiadowczej. Stosowano je także w eskadrach wywiadowczych 2 Pułku Lotniczego. W lotnictwie polskim eksploatowano je do 1924 roku.

## Opis techniczny
Samolot Ansaldo SVA-9 był dwumiejscowym samolotem rozpoznawczym i bombowym, dwupłatem o konstrukcji mieszanej. Podwozie klasyczne, stałe. Napęd: silnik rzędowy  chłodzony cieczą, śmigło dwułopatowe drewniane. 